# Monte Urano
Monte Urano (selten auch Monturano, im lokalen Dialekt Munturà oder Monturà) ist eine italienische Gemeinde (comune) mit 7844 Einwohnern (Stand 31. Dezember 2023) in der Provinz Fermo in den Marken. Die Gemeinde liegt etwa 6,5 Kilometer nordwestlich von Fermo und etwa 20 Kilometer südöstlich von Macerata. Die südöstliche Gemeindegrenze bildet der Tenna.

## Gemeindepartnerschaft
Monte Urano unterhält eine inneritalienische Partnerschaft mit der Stadt Formigine in der Provinz Modena (Emilia-Romagna).

## Wirtschaft und Verkehr
In Monte Urano befindet sich ein Zentrum der italienischen Schuh- und Lederwarenindustrie. Verkehrlich liegt die Gemeinde allerdings etwas abseits bedeutender Wege. Der Bahnhof an der früheren Strecke von Porto San Giorgio nach Amandola, der von 1908 bis 1956 bestand, ist mit der Stilllegung der Strecke geschlossen worden.